# Hrdelní vak

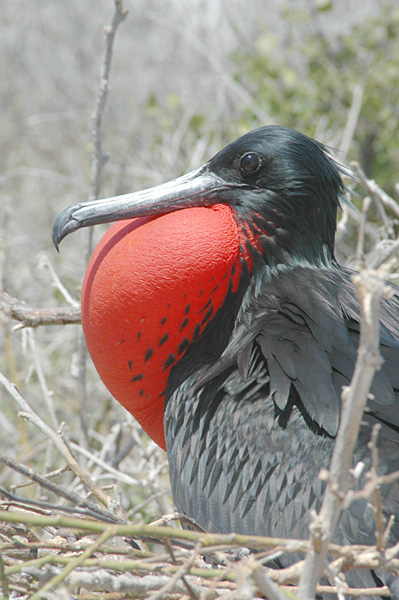
Výrazně červený hrdelní vak u samečka fregatky.

Hrdelní vak je anatomická struktura z volné, elastické a pevné kůže, vyskytující se zejména u plazů a ptáků. Může mít funkci signalizační (slouží k dorozumívání a signalizaci na vnitrodruhové i mezidruhové úrovni), sexuální (zvyšuje atraktivitu jedince pro druhé pohlaví) nebo praktickou – u některých druhů může být využit pro dočasné uložení potravy nebo jiných objektů. Ze současných tvorů má nápadný hrdelní vak například pták pelikán nebo ještěr rodu Anolis.

## Paleontologie
V období druhohor měly hrdelní vaky i někteří dinosauři, například ornitomimosaur druhu Pelecanimimus polyodon, objevený na území Španělska. Jakýsi hrdelní vak mohl mít i obří tyranosauridní teropod druhu Tarbosaurus bataar z Mongolska. U fosilních nálezů se však přítomnost takového měkké tělní struktury jen velmi obtížně prokazuje.